# Csegelyes kupola
A csegelyes kupola olyan, négyzetes vagy sokszögű terek befedésére alkalmazott félgömb kupola, amelynek alapköre az alaprajzba beírható legnagyobb kör. A sarkokba épített csegelyeken nyugszik. Geometriailag úgy származtathatjuk, hogy a boltozatot elmetsszük egy, a tér fölötti csehboltozat homlokíveinek legfelső pontjait összekötő vízszintes síkkal. A lemetszett részt (a csegelyt) eltávolítjuk, és a helyére egy félgömb alakú kupolát állítunk. Csegelyes kupola nemcsak négyzet, de bármilyen szabályos (páros szögű) sokszög alaprajz fölé építhető.
Érett formája a bizánci építészetben alakult ki.
A csegelyes tamburos kupolát úgy nyerjük, hogy a csegely és kupola közé hengerfelületet (dobot vagy más néven tamburt) iktatunk be. A kupolára sokszor kis hengert és újabb kupolát helyeztek; ez volt a lámpás, a reneszánsz építészet tipikus alkotása.